# Una roccia per tuffarsi nell'Hudson
Una roccia per tuffarsi nell'Hudson (titolo originale Mercy of a Rude Stream, A Diving Rock on the Hudson) è un romanzo autobiografico pubblicato postumo nel 1996 dello scrittore statunitense Henry Roth ed è il secondo della serie di quattro libri intitolata Alla mercé di una brutale corrente. Il volume riprende il personaggio di Ira Stigman, giovane ebreo, che spende la sua vita da adolescente a New York negli anni 1920, tra pressioni famigliari da cui emanciparsi, problemi scolastici, lavoretti per la sopravvivenza e abitudini sessuali, fino a riuscire a iscriversi al City College di New York. Il romanzo di formazione è intercalato dalle riflessioni di Ira da vecchio che si domanda a ogni fine capitolo se è il caso di pubblicare le proprie memorie.

## Trama
Nell'inverno del 1921, dopo aver terminato l'anno di studio presso la nuova Junior High School, Ira Stigman ed il suo migliore amico, l'irlandese Farley Hewin, iniziano a frequentare la Stuyvesant High School.
A scuola Farley mostra le sue grandi qualità di velocista, mentre Ira non eccelle negli studi ed addirittura viene espulso dall'istituto per aver rubato una penna stilografica d'argento ad un compagno.

## Personaggi

### La famiglia di Ira
- Ira Stigman
- Chaim (Herman) Stigman, padre di Ira
- Leah, madre di Ira
- Minnie, sorella di Ira

### La famiglia della madre Leah
- Zaida (Ben Zion Farb), padre di Leah
- Baba, madre di Leah
- Mamie, sorella di Leah, immigrata a New York
- Stella, figlia di Mamie
- Sadie, sorella di Leah, immigrata a New York
- Moishe, detto Moe, fratello di Leah, immigrato a New York
- Harry, fratello di Leah, immigrato a New York

### Gli amici di Ira
- Farley Hewin
- Larry Gordon
- Edith Welles, insegnante di inglese

## Edizioni
- Henry Roth, Una roccia per tuffarsi nell'Hudson. Alla mercé di una brutale corrente II, traduzione di Marco Papi, Garzanti, 1990,  p. 450, ISBN 88-11-66302-4.